# Conchata Ferrell
Conchata Galen Ferrell (Loudendale, 28 marzo 1943 – Los Angeles, 12 ottobre 2020) è stata un'attrice statunitense.
Era un volto abbastanza noto, data la partecipazione a numerosi film e serie televisive sin dagli anni settanta.

## Biografia
Figlia di Mescal Loraine George e Luther Martin Ferrell, crebbe a Circleville, e si laureò alla Marshall University in Scienze dell'educazione.
Affiancò Julia Roberts due volte sul grande schermo, interpretando il ruolo di Leona in Mystic Pizza e quello di Brenda in Erin Brockovich - Forte come la verità. Apparve anche in Quinto potere, Edward mani di forbice, Mr. Deeds.
Nel 2005 e nel 2007 ebbe due nomination agli Emmy Award per l'interpretazione di Berta nella sitcom Due uomini e mezzo.
Conchata Ferrell è morta nel distretto di Sherman Oaks a Los Angeles il 12 ottobre 2020 per arresto cardiaco.

## Vita privata
Dal matrimonio con Arnold Anders Anderson ebbe una figlia, Samantha.

## Filmografia parziale

### Cinema
- Quinto potere (Network), regia di Sidney Lumet (1976)
- Heartland, regia di Richard Pearce (1979)
- Mystic Pizza, regia di Donald Petrie (1988)
- Edward mani di forbice (Edward Scissorhands), regia di Tim Burton (1990)
- Nella tana del serpente (Chains of Gold), regia di Rod Holcomb (1991)
- Tra cielo e terra (Heaven & Earth), regia di Oliver Stone (1993)
- Una vita al massimo (True Romance), regia di Tony Scott (1993)
- Delitto + castigo a Suburbia (Crime + Punishment in Suburbia), regia di Rob Schmidt (2000)
- Erin Brockovich - Forte come la verità (Erin Brockovich), regia di Steven Soderbergh (2000)
- Mr. Deeds, regia di Steven Brill (2002)
- Surviving Eden, regia di Greg Pritikin (2004)
- Kabluey, regia di Scott Prendergast (2007)
- Krampus - Natale non è sempre Natale (Krampus), regia di Michael Dougherty (2015)

### Televisione
- La legge di McClain (McClain's Law) – serie TV (1981-1982)
- P/S - Pronto soccorso (E/R) – serie TV (1984-1985)
- Troppo forte! (Sledge Hammer!) - serie TV, episodio 1x21 (1986)
- La signora in giallo (Murder, She Wrote) – serie TV, episodio 5x09 (1989)
- Buffy l'ammazzavampiri (Buffy the Vampire Slayer) – serie TV, 1 episodio (1998)
- JAG - Avvocati in divisa (JAG) – serie TV, 1 episodio 4x20 (1999)
- Friends – serie TV, episodio 6x05 (1999)
- E.R. - Medici in prima linea (ER) – serie TV, 1 episodio (2001)
- Sabrina, vita da strega (Sabrina, the Teenage Witch) – serie TV, 1 episodio (2002)
- Becker – serie TV, episodio 5x19 (2003)
- Due uomini e mezzo (Two and a Half Men) – serie TV, 211 episodi (2003-2015)
- Grace and Frankie – serie TV, 1 episodio (2016)
- The Ranch – serie TV, 5 episodi (2017)

## Doppiatrici italiane
Nelle versioni in italiano dei suoi film e telefilm, Conchata Ferrell è stata doppiata da:
- Cristina Piras in Due uomini e mezzo, The Ranch, Grace and Frankie
- Lorenza Biella in K-PAX, Krampus - Natale non è sempre Natale
- Aurora Cancian in Una vita al massimo
- Rita Di Lernia in La signora in giallo
- Franca Lumachi in Tra cielo e terra
- Stefanella Marrama in Nella tana del serpente
- Stefania Romagnoli in Delitto + castigo a Suburbia
- Flora Carosello in Freeway
- Graziella Polesinanti in Mr Deeds